# 119 (映画)
『119』（いちいちきゅう）は、竹中直人監督による日本映画。1994年製作。
18年間火事のない、海辺の小さな町「波楽里町」の消防隊員たちのとある日々を描いた映画。

## キャスト
- 石井信幸：赤井英和
- 日比野ももこ：鈴木京香 ･･･ 第7回日刊スポーツ映画大賞新人賞受賞
- 津田達哉：竹中直人
- 富田雅秋：塚本晋也
- 中江雄一：温水洋一
- 森下寛：津田寛治
- 松本聡：浅野忠信
- 岩倉一郎：岩松了
- 岩倉なつみ：石堂夏央
- 田口秀輝：宮城聰
- 田口美保子：石川真希
- 分署一班隊長・出川：本田博太郎
- 木村節子：伊佐山ひろ子
- 成瀬老人：マルセ太郎
- 津田賢治：三東康太郎
- 松本千加：大塚寧々
- 津田将次：須賀不二男
- 鴨下靖代：久我美子
- 本署の隊員：奥山和由
- 本署の隊員：真田広之
- 波楽里駐在所巡査：周防正行
- 波楽里駅駅員：松岡錠司